# Serginho (football, 2001)
Pour les articles homonymes, voir Serginho.
Sérgio Pereira Andrade, plus simplement connu sous le nom de Serginho, né le 29 janvier 2001 à Lisbonne, est un footballeur international cap-verdien qui évolue au poste d'ailier à Al-Wasl FC.

## Biographie

### Carrière en club
Né à Lisbonne au Portugal, Serginho est passé par le centre de formation du Benfica, avant d'arriver au GD Estoril, où il commence sa carrière professionnelle en championnat du Portugal,,. Il joue son premier match avec l'équipe première du club le 19 août 2022, lors d'un match de championnat contre  Rio Ave.
En juillet 2023, il est transféré au Viborg FF en championnat du Danemark,. Il se révèle comme un des meilleurs joueurs du championnat scandinave, avec une saison 2024-25 qu'il termine à 6 but et 20 passes décisives,,.

### Carrière en sélection
En octobre 2023, Serginho est convoqué pour la première fois avec l'équipe senior du Cap-Vert. Il honore sa première sélection le 17 octobre 2023, lors d'un match amical contre les Comores.